# Saint-Vallier-sur-Marne
Saint-Vallier-sur-Marne is een gemeente in het Franse departement Haute-Marne (regio Grand Est) en telt 138 inwoners (1999). De plaats maakt deel uit van het arrondissement Langres.

## Geografie
De oppervlakte van Saint-Vallier-sur-Marne bedraagt 6,7 km², de bevolkingsdichtheid is 20,6 inwoners per km².
De onderstaande kaart toont de ligging van Saint-Vallier-sur-Marne met de belangrijkste infrastructuur en aangrenzende gemeenten.

## Demografie
Onderstaande figuur toont het verloop van het inwonertal (bron: INSEE-tellingen).